# 魔法寶石
《魔法寶石》是臺灣程式設計師黃信維（Hwang Shinwei）編程，並於1990年由劍虹（RCM Group）發行的無牌FC消除類遊戲，為《コラムス》（Column）衍生遊戲。與許多臺灣製的FC低容量無牌遊戲一樣，因其低容量的性質，本遊戲經常收錄在盜版FC遊戲合卡和克隆機系統裡。然而，跟很多收錄在很多盜版FC遊戲合卡和克隆機之FC遊戲一樣經常移除版權資訊，既使為無牌也不例外（部分單獨發行的卡帶亦可能會移除版權資訊）。
已經發布了適用於iOS和Android的各種非官方重製版。續作《魔法寶石II》於1991年發行。

## 玩法
遊戲玩法和《寶石方塊》類似。螢幕上方每次出現一組三顆的彩色寶石，玩家在寶石組下落至底部前，控制其左右移動。當螢幕底部至少三顆同色寶石橫向、縱向或斜向相連時，寶石即會消除。

## 音乐
本作背景音乐（BGM）為8位元晶片音樂，其中部分曲目改編自版權音樂。游戏共有8首曲目：Dana的《All Kinds of Everything》、陳揚作曲的《歡樂中國節》、李建復的《龍的傳人》、中林亨為遊戲《獸王記》作曲的《Rise from Your Grave》、卡尔·马利亚·冯·韦伯的《Jägerchor (Hunters' Chorus)》、迪克·罗伯逊的《Moonlight on the Colorado》、英格蘭民謠《綠袖子》以及安迪·威廉姆斯的《Speak Softly Love》。
以上8首曲目為0至7級的背景音樂；當遊戲進行至等級8～15，會出現升調版及快版之BGM；當通關至等級16，BGM就會從頭播放一輪。這些BGM也會在黃信維（或劍虹）編程的其他遊戲播放。

## 续作
本遊戲於1991年發行續作《魔法寶石II》。與原作相比，本作標題畫面較為美觀鮮豔（儘管原作標題畫面會在選玩家數模式出現，選擇的寶石圖形會在原作標題畫面呈現），並增加了自由選擇等級、選擇寶石圖形、開關音樂等功能，本作與原作最大的不同在於增加了兩人玩家VS模式，並增加了新的BGM及更多音效。

## 相關遊戲
- 俄羅斯方塊

## 外部連結
- Magic Jewelry （页面存档备份，存于）在GameSpot